# Agrochola nudilinea
Agrochola nudilinea là một loài bướm đêm trong họ Noctuidae.